# マタランカ
マタランカ (Mataranka) は、オーストラリア、ノーザンテリトリーにあるトップエンド地域の自治体である。町は、州都・ダーウィンの南東約420 km (260 mi.) に位置し、キャサリンの107 km (66 mi.) 南である。2006年国勢調査では、人口は252人であった。
町は、ローパー川やマタランカ温泉に近い。この地域は、1902年のジニー・ガン自伝、『We of the Never Never』の舞台である。彼が夫のと共にエネアス ・ガンと共に彼の死まで住んだ家屋敷は、温泉の近くで再建された。
マタランカ駅は、チャールズ・ダーウィン大学のキャサリン地方校の一部である。

## 第二次世界大戦
オーストラリア軍は、マタランカ近くの第42オーストラリア・キャンプ病院を設営する。第10オーストラリア高等兵器工場は、カユプテから作られた建物でキャンプし、壊れた自動車を利用した。弾薬倉庫もこの場所にあった。これらの倉庫には、本線から伸びる鉄道支線がある。

## 観光名所
マタランカ地域の主な観光名所は、美しいローパー川や2つの大きな温水プール（ビター・スプリングスとレインボー・スプリングス）のあるエルジー国立公園である。エルジー国立公園内にあるローパー川上流は、ブッシュウォーク、バードウォッチング、カヌー、遊泳、釣りで人気があり、ここでクロコダイルも飼育されている。ビター・スプリングス温水プールは、マーティン・ロードの終点にあるマタランカ・タウンシップの北東に位置する。これらのプールは、摂氏32度で保たれており、現在も自然に近い状態である。途中で美しい水辺植物や鳥を見るために、スイマーは下流まで行くことができる。水がよく澄み渡っていると、マスクとシュノーケルで小さな魚やカメを見ることができる。レインボー・スプリングスやマタランカ温水プールは、知られているように、エルジー国立公園の他のエリアよりも長く一般にアクセス可能であり、コンクリート壁、階段、遊歩道、舗装地域の設置によって、長い年月をかけて補強された。レインボー・スプリングスは、ホームステッド・ロードの終点にあるマタランカの約9 km南東に位置する。ここの水は摂氏34度で保たれており、美しく済んでおり、水泳には適している。

## 鉄道
マタランカでは、もともとあった狭軌鉄道が1976年のサイクロン被害の後に閉鎖された。新しい標準軌の鉄道は、2000年に町の西約20 kmを通って開通した。